# ویلهلم باومان
ویلهلم باومان (انگلیسی: Wilhelm Baumann; ۱۲ اوت ۱۹۱۲ – ۱۴ مارس ۱۹۹۰) بازیکن هندبال اهل آلمان بود.